# Gymnodia tonitrui
Gymnodia tonitrui är en tvåvingeart som först beskrevs av Christian Rudolph Wilhelm Wiedemann 1824.  Gymnodia tonitrui ingår i släktet Gymnodia och familjen husflugor. Inga underarter finns listade i Catalogue of Life.